# 마쓰다 란티스
마쓰다 란티스(일본어: マツダ・ランティス, 영어: Mazda Lantis)는 마쓰다에서 1993년부터 1998년까지 생산했던 해치백이다.